# 라울 보트
라울 보트(Raoul Bott, 1923년 9월 24일~2005년 12월 20일)는 헝가리 태생 미국의 수학자이다. 기하학의 여러 분야에 대해서 지대한 공헌을 하였다.

## 생애

### 유년기
1923년 헝가리의 부다페스트에서 태어났다. 청소년기였던 1938년에 온 가족이 제2차 세계 대전을 피해 캐나다로 이민했었고, 그의 어머니와 고모들은 모두 헝가리 태생이었으므로 헝가리어를 사용하였으나, 그의 양부는 체코계었고, 집에서는 가족들의 의사 소통 수단으로 독일어를 사용하였다. 물론 그는 청소년기에 영어권인 캐나다로 이민을 온 후 나머지 평생을 미국에서 보냈기 때문에 완벽한 영어를 구사하였다. 그가 이민 오기 전 고등학교에서 배운 언어는 슬로바키아어로 알려져 있다. 그러나 이런 다언어 환경에도 불구하고, 보트는 언어를 배우는 것을 즐겨하지 않았다.
보트는 캐나다의 맥길 대학교에서 학사 학위를 마치고, 그 후 미국의 카네기 멜론 대학교에서 전자공학을 공부하여 박사학위를 받았다. 전자공학에서는 전기회로에 대해서 공부했었는데, 그 중 1949년에 남긴 보트-더핀 정리(Bott-Duffin theorem)이 유명하다.

### 경력
박사 학위 이후 보트는 순수 수학, 특히 리 군의 호모토피 이론(homotopy theory)으로 관심을 돌렸다. 이 연구에서 모스 이론(Morse theory)을 사용하여 1956년에 유명한 보트 주기 정리(Bott periodicity theorem)을 발표하였다. 이 과정에서 그는 유명한 모스-보트 함수(Morse-Bott function)을 만들어냈는데, 이는 모스 함수(Morse function)를 일반화한 것이다.
수학에 뛰어든 지 얼마 지나지도 않아 두드러지는 탁월한 수학적 업적을 남김에 따라 1959년에 하버드 대학교의 수학과에 정교수로 채용되었다. 그 후 필즈상 수상자인 마이클 아티야와 함께 몇 년 동안 같이 연구를 하였다. 처음에는 K이론의 주기성에 대한 연구로 공동작업을 시작했다가, 차차 아티야-싱어 지표 정리에 관련된 수학적 공헌을 하게 되었는데, 그것은 우즈 홀 고정점 정리(Woods Hole fixed point theorem)으로 불리는 정리이다. 이 정리에서 그는 리만-로흐 정리와 렙셰츠 고정점정리 등을 응용하여 증명을 완성할 수 있었다. 우즈 홀이라는 이름은, 이 정리가 탄생했던 어떤 컨퍼런스의 장소 이름을 따온 것이다. 이후 이 정리는 아티야-보트 고정점 정리(Atiyah-Bott fixed point theorem)으로 불린다. 보트는 또, 리 군의 표현론에 관한 보렐-보트-베유 정리(Borel-Bott-Weil theorem)로도 유명하다. 보트는 이 정리를 정칙 층의 코호몰로지 군을 사용하여 증명하였다.
보트는 40년간 하버드 대학교에서 수없이 많은 저명한 수학자들을 제자로 길러냈다. 보트의 제자들 중 가장 유명한 사람들을 꼽자면 로버트 맥퍼슨(Robert MacPherson), 피터 란드베버(Peter Landweber), 대니얼 퀼런, 스티븐 스메일 등이 있다. 이들 가운데 퀼런과 스메일은 필즈상을 수상하였다.

### 은퇴와 사망
보트는 1999년에 하버드 대학교에서 은퇴하였다. 2000년에 울프 수학상을 수상하였고, 2005년에는 영국 왕립 학회의 외국인 회원으로 임명되었다. 2005년 12월에 미국 캘리포니아주 샌디에이고의 저택에서 암으로 사망하였다.

## 저서
- Bott, Raoul; Tu, Loring Wuliang (1982). 《Differential forms in algebraic topology》. Graduate Texts in Mathematics (영어) 82. Springer-Verlag. doi:10.1007/978-1-4757-3951-0. ISBN 978-1-4419-2815-3. ISSN 0072-5285.

## 같이 보기
- 평행화 가능 다양체
- 렙셰츠 초평면 정리